# نورا مانا
نورا مانا هي سباحة مغربية من مواليد 12 ديسمبر 1997، شاركت في سباق 50 متر سباحة حرة في الألعاب الأولمبية الصيفية 2016.

## روابط خارجية
- نورا مانا على موقع الاتحاد الدولي للسباحة (الإنجليزية)
- نورا مانا على موقع اللجنة الأولمبية الدولية (الإنجليزية)
- نورا مانا على موقع أوليمبيديا (الإنجليزية)
- نورا مانا على موقع اللجنة الأولمبية المغربية (الفرنسية)